# تل حمام التركمان زلبا

تل حمام التركمان - زلبا وهو تل أثري كبير يتبع منطقة تل أبيض في محافظة الرقة / سوريا. ويقع على الضفة الشرقية لأحد روافد نهر البليخ في جوار قرية حمام التركمان، على بعد حوالي 80كم شمالي مدينة الرقة. يبلغ طول التل حوالي 500م وعرضه حوالي 450م وارتفاعه عما حوله 45م.
يعود في نشأته إلى الألف الخامس ق.م وإلى سويات من عصر البرونز الوسيط 2000-1600ق.م، ويستمر في العصرين الروماني والعربي الإسلامي. اتضح في سوّية عصر البرونز الوسيط شارع تحف به مساكن، وفي سوية أقدم منها ظهر بناء ضخم عبارة عن معبد. يعتقد أحد المنقبين فيه أنه موقع مدينة مدينة زلبا من الألف الثاني ق.م وهي من المدن الأثرية في هذه المنطقة من سوريا. وخلال حملة إنقاذ آثار الفرات من الغمر ثمة مواقع أثرية تم التنقيب فيها في محافظة الرقة، مثل طنبرة شمس الدين وتل العبد وتل الفري وتل ممباقه وتل الشيخ حسن وموقع عناب السفينة وقلعة جعبر ودبسي فرج وأبي هريرة، وما زالت تلال أخرى تنتظر التنقيب وكلها تؤكد على غنى هذه المنطقة بالآثار القديمة وأهميتها في مسيرة الحضارات البشرية وقد تم بعث فرقة هولندية نقبت عن الآثار الموجودة في هذه المنطقة وقد عثرا على الكثير من الآثار فيها تعود إلى القرن الأول قبل الميلاد.